# Liste der Geehrten auf der Avenue of Stars (London)
Die in dieser Liste aufgeführten Personen oder Gruppen sind mit einem Stern auf der Avenue of Stars in London geehrt worden.
- Sir Alfred Hitchcock
- The Beatles
- The Sex Pistols
- Sir Trevor McDonald
- Dame Maggie Smith
- Coronation Street
- Lord Richard Attenborough
- Sir Charles Chaplin
- Ant and Dec
- Victoria Wood
- Sir Cliff Richard
- Dame Gracie Fields
- Sir Christopher Lee
- Cary Grant
- Hugh Grant
- Sir John Mills
- Sir Alec Guinness
- Sir Rex Harrison
- Sir Bob Geldof
- Lord Laurence Olivier
- The Rolling Stones
- Glenda Jackson
- Sir Peter Ustinov
- Nicole Kidman
- Michael Palin
- Cilla Black
- Julie Walters
- Frankie Howerd
- Sir Ian McKellen
- Sir Ralph Richardson
- Sir David Frost
- Peter O’Toole
- Alan Whicker
- Sir John Gielgud
- Tony Hancock
- Dame Peggy Ashcroft
- David Bowie
- The Bee Gees
- Pink Floyd
- Dame Shirley Bassey
- Dame Edith Evans
- Ken Dodd
- Tommy Cooper
- Benny Hill
- Stan Laurel
- Lenny Henry
- Eric Sykes
- Dame Edna Everage
- Sir Harry Secombe
- The Two Ronnies
- John Cleese
- Dame Thora Hird
- Arthur Lowe
- Leonard Rossiter
- Paul Eddington
- Chris Tarrant
- John Thaw
- Robbie Coltrane
- Sir Sean Connery
- Dame Judi Dench
- Sir Michael Caine
- Dame Margot Fonteyn
- Sir Anthony Hopkins
- Dame Julie Andrews
- Charles Laughton
- Queen
- Robbie Williams
- Errol Flynn
- Sir Michael Gambon
- Sir Noël Coward
- Richard Briers
- Sir Alan Bates
- Bob Hope
- The Kinks
- Dame Vera Lynn
- Brenda Blethyn
- Peter Cook
- Les Dawson
- Rowan Atkinson
- Peter Sellers
- Bruce Forsyth
- Spike Milligan
- Sir David Jason
- Ricky Gervais
- Albert Finney
- Morecambe and Wise
- Dame Diana Rigg
- Sir Nigel Hawthorne
- Kenneth Branagh
- David Niven
- Dame Kiri Te Kanawa
- Sir Roger Moore
- Dame Elizabeth Taylor
- Billy Connolly
- Richard Burton
- Alan Bennett
- Sir Dirk Bogarde
- Dame Alicia Markova
- Dame Helen Mirren
- Lord Yehudi Menuhin
- Eric Clapton
- Sir Tom Jones